# Fontaine-la-Guyon
Fontaine-la-Guyon är en kommun i departementet Eure-et-Loir i regionen Centre-Val de Loire strax norr om centrala Frankrike. Kommunen ligger i kantonen Courville-sur-Eure som tillhör arrondissementet Chartres. År 2022 hade Fontaine-la-Guyon 1 675 invånare.

## Befolkningsutveckling
Antalet invånare i kommunen Fontaine-la-Guyon
Referens:INSEE